# Pjotr Jakovljevič Kornilov
Pjotr Jakovljevič Kornilov (rusko Пётр Яковлевич Корнилов), ruski general, * 1770, † 1828.
Bil je eden izmed pomembnejših generalov, ki so se borili med Napoleonovo invazijo na Rusijo; posledično je bil njegov portret dodan v Vojaško galerijo Zimskega dvorca.

## Življenje
9. februarja 1779 je vstopil v Izmailovski polk in leta 1787 je pričel aktivno vojaško službo. V letih 1789-90 se je bojeval proti Turkom; 1. januarja 1790 je bil kot stotnik premeščen v Tenginjski pehotni polk. Leta 1794 je sodeloval v bojih proti poljskim upornikom ter leta 1799 v italijansko-švicarski kampanji. 
15. oktobra 1800 je bil povišan v podpolkovnika in 25. julija 1806 v polkovnika. 27. januarja 1808 je bil imenovan za poveljnika 28. lovskega polka, s katerim se je čez dve leti bojeval proti Turkom. Zaradi zaslug v bojih je bil 3. avgusta istega leta povišan v generalmajorja.
Med veliko patriotsko vojno se je ponovno odlikoval v bojih proti Francozom, zaradi česar je postal poveljnik 15. pehotne divizije. 
Po vojni je bil 28. aprila 1818 povišan v generalporočnika in 1. januarja 1827 je postal poveljnik 17. pehotne divizije.

## Družina
Imel je naslednje otroke:
- Pavel Petrovič Kornilov (1803-64), politik
- Peter Petrovič Kornilov (1804-69), generalporočnik
- Fjodor Petrovič Kornilov (1809-95), politik
- Ivan Petrovič Kornilov (1811-1901), geograf, učitelj in zgodovinar.